# Kurkumin
Kurkumin är den främsta curcuminoiden i gurkmeja, de andra två är desmetoxicurcumin (DMC) och bisdesmetoxicurcumin (BDMC). Curcuminoiderna är polyfenoler och källa till gurkmejans gula färg. Kurkumin kan existera i minst två tautomeriska former, keto och enol. 
Kurkumin är lättlösligt i alkohol och olja. Det utvinns ur gurkmeja och används till att färga papper, läder, trä och livsmedel.
Ämnet har i en studie på Linköpings universitet visat sig förlänga livet på bananflugor med Alzheimerssymptom.
Traditionellt har gurkmeja använts av lokalbefolkning i odlingsområdena (Indien och Sydostasien) för antiseptiska och anti-inflammatoriska ändamål, och även för att kurera leveråkommor. [källa behövs] American Cancer Society har officiellt förklarat att kurkumin, den aktiva substansen i gurkmeja, är en antioxidant och har även i preliminära studier visats kunna döda cancerceller i laboratorieprov. Kurkumin har även reducerat tillväxten av flera olika former av cancerceller och tumörer i djurförsök.
Som livsmedelstillsats har kurkumin E-nummer E 100.